# Chaitophorus hillerislambersi
Chaitophorus hillerislambersi är en insektsart. Chaitophorus hillerislambersi ingår i släktet Chaitophorus och familjen långrörsbladlöss. Inga underarter finns listade i Catalogue of Life.